# 長螯蟹屬
長螯蟹屬（學名：Tanaocheles）是
長螯蟹科（學名：Tanaocheleidae）之下唯一一個螃蟹的属。
本屬只有兩個物種：這兩個物種本來被放置於不同的科之下，但後來一同被歸入到長螯蟹亞科（學名：Tanaocheleinae）之下。這兩個物種分別為：
- 雙齒長螯蟹 T. bidentata[2]：舊屬扇蟹科[5]，以及
- T. stenochilus：舊屬梯形蟹科[1]，見於關島的石珊瑚目物種Leptoseris gardineri的群落中。